# Małgorzata Gajewska-Polewczak
Małgorzata Gajewska-Polewczak (ur. 24 kwietnia 1962 w Grodkowie) – polska hokeistka na trawie, bramkarka, olimpijka.
Córka Mariana i Józefy z domu Kadlof, ukończyła Liceum Ogólnokształcące we Wrocławiu (1981). Treningi hokejowe rozpoczęła w 1977 w LKS Rolnik Nysa; w latach 1982-1989 broniła barw Polaru Wrocław, zdobywając trzy tytuły mistrzyni Polski (1982, 1983, 1987). Od 1989 gra w zespole Start Brzeziny, z którym zdobyła kolejne tytuły mistrzowskie, zarówno na otwartym stadionie (1993, 1995, 1996, 2000, 2001, 2002), jak i w hali (1995, 1996, 1997). Znana jest z długowieczności sportowej. Przez większą część kariery grała na bramce, później przekwalifikowała się na rozgrywającego obrońcę; w Starcie Brzeziny pełni rolę grającego trenera.
W zespole narodowym debiutowała 29 czerwca 1980 w meczu z ZSRR i wkrótce znalazła się w składzie kadry na moskiewskie igrzyska olimpijskie (1980). Wystąpiła we wszystkich pięciu meczach turnieju olimpijskiego (w tym meczu otwarcia z Zimbabwe, będącym debiutem kobiecego hokeja na igrzyskach); Polska poniosła pięć porażek i zajęła ostatecznie ostatnie, 6. miejsce. Gajewska rozegrała do 1998 34 mecze w zespole narodowym jako bramkarka. Powróciła do reprezentacji w 2001, ale mecze z Włochami i Białorusią rozegrała nie w bramce, ale na obronie.
W 1981 uhonorowana tytułem Mistrzyni Sportu, jako pierwsza Polka uzyskała uprawnienia sędziego międzynarodowego. Otrzymała także dyplom uznania Międzynarodowego Komitetu Olimpijskiego. Była nagradzana za działalność popularyzatorską na rzecz hokeja. Zamężna (mąż Mieczysław Polewczak), ma dwie córki (Paulinę, ur. 1990 i Monikę, ur. 1998).